# مارتین بکر ام‌بی۳
مارتین بکر ام‌بی۳ (به انگلیسی: Martin-Baker_MB_3) یک هواگرد ملخ‌پیشین تک‌موتوره از نوع جنگنده ساخت شرکت Martin-Baker است. هواگرد مارتین بکر ام‌بی۳ نخستین پروازش را در ۳۱ اوت ۱۹۴۲ میلادی انجام داد. در مجموع، تعداد ۱ فروند از این هواگرد ساخته شده‌است.
طراح این هواگرد، James Martin بود.